# منطقه حفاظت‌شده سفیدکوه
منطقهٔ حفاظت‌شدهٔ سفیدکوه یک منطقهٔ حفاظت‌شده با مساحت ۶۹۳۸۹ هکتار است که در استان لرستان در ایران قرار دارد. این منطقهٔ حفاظت‌شده طبق مصوبهٔ شمارهٔ ۶۴۸ در تاریخ ۱۳۶۹/۱۲/۷ در فهرست مناطق تحت حفاظت سازمان محیط زیست ایران قرار گرفت.